# 第41回国民体育大会
第41回国民体育大会（だい41かいこくみんたいいくたいかい）は1986年（昭和61年）に開催された国民体育大会である。冬季大会（スケート・アイスホッケー競技）及び夏季・秋季大会のテーマは「かいじ国体」でスローガンは「ふれあいの場をひろげよう」、冬季スキー競技のテーマは「えぞふじ倶知安国体」。
なお、「かいじ」とは古代の律令制下に東海道から分岐して甲斐国府に至る古代官道「甲斐路」（中世以降は「鎌倉往還」）に由来し、「甲斐路」の平仮名表記となっている。

## エピソード
- 浩宮徳仁親王が国体で初めて、夏季大会に臨席した。
- 昭和天皇が秋季大会開会式に臨席した最後の国民体育大会である（翌年の海邦国体、翌々年の京都国体は容態悪化のため臨席せず。はまなす国体開会前の1989年1月7日に崩御）。
- この大会記録から競技記録収集の電算化が達成され、「ニューメディア国体」の先駆けとなった[1]。

## 大会概要
| 季    | 期間                      | 開催地                   | 競技数 | 参加者数 |
| ----- | ------------------------- | ------------------------ | ------ | -------- |
| 冬    | 1986年1月28日 - 1月31日   | 山梨県富士吉田市・河口湖 | 2      | 1,968    |
| 冬    | 1986年2月20日 - 2月23日   | 北海道倶知安町           | 2      | 2,039    |
| 夏    | 1986年9月15日 - 9月18日   | 山梨県（7市町村）        | 4      | 4,532    |
| 秋    | 1986年10月12日 - 10月17日 | 山梨県                   | 33     | 20,251   |
| 合 計 | 合 計                     | 合 計                    | 41     | 28,790   |

## 大会における整備
国民体育大会を開催するにおいて事前整備を行なう都道府県は多いが、山梨県においては全都道府県の最後に主会場として開催された国民体育大会である（通常の大会は翌年開催の沖縄県が最後であるが、1973年（昭和48年）に特別大会として復帰記念大会を開催している）ことと、当時の山梨県知事・望月幸明による「活気ある山梨づくり」政策によって特に著しく山梨県民の一部からは行き過ぎではないかという指摘もあり、山梨行政監察局が査察調査に乗り出すことが検討された。
これについて当時の総務庁長官である玉置和郎は1986年の内閣委員会において、当時日本社会党衆議院議員であった田口健二からの指摘に対し「かいじ国体に対する山梨の方の出先が監察を考えておったことは事実です」と答弁している。

### 会場
夏季および秋季会場の主会場について当初は既に山梨県が管理していた緑が丘スポーツ公園内の施設を改修・整備して使用する予定であった。しかし緑が丘スポーツ公園内の施設は、戦後の昭和20年代から昭和30年代と築30年以上が経過していた施設が多く、老朽化も進行していたことから改修にかなりの費用を要することが判明した。さらに観客席などを増設する必要があったが、そうした場合都市公園法による公園内の建ぺい率が超過してしまうなど制約が次々と発生し、改修は実質不可能となった。
そこで県は緑が丘スポーツ公園の改修を断念し、新たにスポーツ公園を整備することを決断した。甲府市南部の小瀬町周辺を整備することが決定され、急ピッチで建設・整備が行なわれた結果、大会開催の前年にあたる1985年（昭和60年）に小瀬スポーツ公園として開場した。冬季会場のうちスケート競技については富士急行が名乗りを上げ、同社が運営している富士急ハイランド内に競技用スケートリンク「コニファーフォレスト」を新設し、そこを主会場にした。国体閉会後は同社のスケート部が練習用として使用し、橋本聖子や岡崎朋美などの冬季オリンピックメダリストを輩出している。
スキー競技については山梨県内に競技が実施できるスキー場が存在しなかった（既存として高根町に山梨県営スキー場があり、かつ鳴沢村に富士天神山スキー場がかいじ国体開催と同じ1986年にオープンしたが、設備等の問題で競技は難しかった）ため、北海道倶知安町で開催している。
その他にも山梨県富士北麓公園が整備されたのをはじめ、ラグビー競技用として白根町（現・南アルプス市）に御勅使南公園ラグビー場、自転車競技用として境川村（現・笛吹市）には境川自転車競技場が、ソフトボールが開催された南部町では夜間照明付の総合野球場が建設されるなど新設された施設も多くある。

### 交通機関
かいじ国体に関連し交通施設も多く整備された。山梨県の中心駅でもある甲府駅は大正時代から使用されていた木造平屋建ての駅舎であったため。駅前ロータリーを含めた改修を行なうこととなり、開会前年の1985年10月に甲府駅ビル「エクラン」として開業した。また、中央本線の塩山駅もかいじ国体に合わせ橋上化されている。
道路については一部が未開通だった中央自動車道の建設が急ピッチで進められ、1982年（昭和57年）に全線開通。東富士五湖道路も1986年8月に富士吉田ICから山中湖ICまでの区間が開通した。一般道も老朽化が進んでいた開国橋の架け替え工事が行われ、暫定2車線として1986年5月に供用開始（1991年11月に4車線化）。
甲府市内では平和通りの植樹や、甲府市街地と中央自動車道甲府南ICとを結ぶ国道358号新々平和通りが整備され、国道20号・双葉バイパスや国道52号・南部バイパスといったバイパス道路もこの時期に開通している。

### 宿泊施設
山梨県では甲府市内や富士吉田市のホテルや石和温泉・下部温泉など温泉宿はあるものの、広域的に見ると宿泊施設が不足している状態だったため、全国各地からの受入れ先に困難を極めた。このため各市町村は町内会などを通じて公民館などを提供したり、各家庭へホームステイさせるなどで対応をした。また、地区ごとに応援する都道府県を決め、出場時は応援するスタイルをとっている。

## マスコット
マスコットはふじくんで、富士山をモチーフにしている。大会終了後の1988年より山梨県警察のマスコットとなった。

## 実施競技
- 陸上競技
- 水泳
- サッカー
- スキー
- テニス
- 漕艇
- ホッケー
- ボクシング
- バレーボール
- 体操
- バスケットボール
- スケート
- アイスホッケー
- レスリング
- ヨット
- ウェイトリフティング
- ハンドボール
- 自転車競技
- ソフトテニス
- 卓球
- 軟式野球
- 相撲
- 馬術
- フェンシング
- 柔道
- ソフトボール
- バドミントン
- 弓道
- ライフル射撃
- 剣道
- ラグビー
- クレー射撃
- 高校野球（公開競技）
- カヌー
- 山岳競技
- アーチェリー
- 空手道
- 銃剣道
- なぎなた

## 総合成績

### 天皇杯
- 1位 - 山梨県
- 2位 - 東京都
- 3位 - 埼玉県

### 皇后杯
- 1位 - 山梨県
- 2位 - 東京都
- 3位 - 愛知県